# Chrysopilus caligatus
Chrysopilus caligatus är en tvåvingeart som beskrevs av Santos och Dalton de Souza Amorim 2007. Chrysopilus caligatus ingår i släktet Chrysopilus och familjen snäppflugor. Inga underarter finns listade i Catalogue of Life.